# Rances (Vaud)
Pour les articles homonymes, voir Rances.
Rances est une commune suisse du canton de Vaud, située dans le district du Jura-Nord vaudois.

## Géographie
Le Mujon prend sa source au Montjuvi à l'ouest du territoire communal.

## Gentilé
Les habitants de la commune se nomment les Rancignolets,.

## Politique
La commune de Rances est dotée d'une municipalité de cinq membres (exécutif) et d'un conseil général (législatif). La Municipalité est élue au suffrage universel, selon le système majoritaire, pour une période de cinq ans. Le Conseil général est ouvert à l'ensemble des citoyens de la commune.